# Frauen am Abgrund (1929)
Frauen am Abgrund ist ein deutsches Stummfilmmelodram aus dem Jahr 1929 von Georg Jacoby mit Gustav Diessl, Elga Brink und Livio Pavanelli in den Hauptrollen. 

## Handlung
Das junge Ehepaar Robert und Maria Stevens spart schon seit acht Jahren für einen gemeinsamen Badeurlaub, den sie an der belgischen Küste verbringen wollen. Endlich ist es so weit, und man bricht nach Ostende auf. Vor Ort lernen sie den Kammersänger Mario Giorgini kennen, einen berühmten Tenor und notorischen Frauenbetörer, der sogleich mit Maria zu flirten beginnt. Mario ist in seinem „Eroberungsdrang“ hemmungslos, und Maria hat alle Hände voll zu tun, den Sänger auf Abstand zu halten, auch wenn es ihr durchaus gefällt, derart umgarnt zu werden.
Als Mario sie zu einem Fest einlädt, kann Maria nicht mehr länger an sich halten und ist angesichts Marios Liebesschwüre bereit, ihren Mann zu verlassen. Der erweist sich selbst jetzt noch als generös und lässt sie ziehen, denn das Glück seiner Frau geht ihm über alles. Maria fällt ins Bodenlose, als sie kurz darauf eine Auseinandersetzung zwischen Mario und einer seiner Geliebten mit anhören muss, der zufolge das ganze Liebesgeplänkel für Mario nur einfach ein großes Spiel ist. Zutiefst enttäuscht rennt Maria aus dem Haus, um sich in selbstmörderischer Absicht in die Fluten des Meeres zu stürzen. Im letzten Augenblick kann Gatte Robert sie von der Verzweiflungstat abhalten, und beide versöhnen sich.

## Produktionsnotizen
Gedreht zwischen Juli und August 1929 im Efa-Atelier Berlin sowie im französischen Deauville, passierte Frauen am Abgrund am 5. Oktober desselben Jahres die Filmzensur und wurde am 15. Oktober 1929 in Berlins Marmorhaus uraufgeführt. Der Siebenakter besaß eine Länge von 2256 Metern und wurde mit Jugendverbot belegt.
Karl Ehrlich übernahm die Aufnahmeleitung. Die Filmbauten gestaltete Max Heilbronner.

## Kritiken
In Tempo hieß es: „Ganz pikant wirken die kessen Mützchen, die Elga Brink so gerne zu ihrem lyrisch gefühlvollen Gesichtsausdruck wählt. Paul Hörbiger als Impresario: ein Mensch und ein Künstler. Es war, als hätte er sich in diesen Film verirrt“.
Georg F. Salmony befand in der B.Z. am Mittag: „Frau Brink und Herr Diessl verderben sch im Schlußbild ein teures Schneiderkomplett und einen guten Maßanzug durch selbstmörderisches Benetzen mit Ostender Seebadwasser. […] Der hier einem jung verheirateten Durchschnittsmanne zudiktierte Grad von ahnungsloser Dummheit wird im Leben in einer Heilanstalt für Schwachsinnige behandelt […] Pavanelli sieht aus wie Giorgini und macht aus ihm, recht ergötzlich, einen balzenden Pfau. […] Georg Jacoby, einstmals mit künstlerischen Zielen und Erfolgen im Panier, inszenierte im Stil der Handlung, manches rettend.“
Im Berliner Tageblatt war von Hans Horkheimer folgendes zu lesen: „Es wird auf das Billige und das Schwierige zugleich verzichtet, der äußere Effekt ist vermieden und zugleich das innere Sein und Werden vergessen. So muß Diessl, der wertvollste Spieler dieses Ensembles, sich fast durchweg als hohler Lächler geben […] Wiederum aber bleibt Hörbiger amüsant in jeder Szene, nur die sentimentale Pause legt er noch bei weitem zu breit zwischen die muntere Groteske. Das Ganze spielt soigniert in soigniertem Milieu, umspielt von Georg Jacobys Bildersinn.“